# Aeollanthus
Aeollanthus es un género  de plantas con flores perteneciente a la familia Lamiaceae. Es nativo de África. 

## Taxonomía
El género fue descrito por Mart. ex Spreng. y publicado en Systema Vegetabilium, editio decima sexta 2: 678, 750. 1825. La especie tipo es: Aeollanthus suaveolens Mart. ex Spreng.

## Especies aceptadas
A continuación se brinda un listado de las especies del género Aeollanthus aceptadas hasta septiembre de 2014, ordenadas alfabéticamente. Para cada una se indica el nombre binomial seguido del autor, abreviado según las convenciones y usos.	
- Aeollanthus abyssinicus Hochst. ex Benth.
- Aeollanthus alternatus Ryding
- Aeollanthus ambustus Oliv.
- Aeollanthus angolensis Ryding
- Aeollanthus angustifolius Ryding
- Aeollanthus breviflorus De Wild.
- Aeollanthus buchnerianus Briq.
- Aeollanthus candelabrum Briq.
- Aeollanthus caudatus Ryding
- Aeollanthus cucullatus Ryding
- Aeollanthus densiflorus Ryding
- Aeollanthus elsholtzioides Briq.
- Aeollanthus engleri Briq.
- Aeollanthus fruticosus Gürke
- Aeollanthus haumannii van Jaarsv.
- Aeollanthus holstii Gürke
- Aeollanthus homblei De Wild.
- Aeollanthus lisowskii Ryding
- Aeollanthus lobatus N.E.Br.
- Aeollanthus myrianthus Baker
- Aeollanthus namibiensis Ryding
- Aeollanthus neglectus (Dinter) Launert
- Aeollanthus paradoxus (Hua) Hua & Briq.
- Aeollanthus parvifolius Benth.
- Aeollanthus petiolatus Ryding
- Aeollanthus pinnatifidus Hochst. ex Benth.
- Aeollanthus plicatus Ryding
- Aeollanthus pubescens Benth.
- Aeollanthus rehmannii Gürke
- Aeollanthus repens Oliv.
- Aeollanthus rivularis Hiern
- Aeollanthus rydingianus van Jaarsv. & A.E.van Wyk
- Aeollanthus saxatilis J.Duvign. & Denaeyer
- Aeollanthus sedoides Hiern
- Aeollanthus serpiculoides Baker
- Aeollanthus stuhlmannii Gürke
- Aeollanthus suaveolens Mart. ex Spreng.
- Aeollanthus subacaulis (Baker) Hua & Briq.
- Aeollanthus subintegrus Ryding
- Aeollanthus trifidus Ryding
- Aeollanthus tuberosus Hiern
- Aeollanthus ukamensis Gürke
- Aeollanthus viscosus Ryding
- Aeollanthus zanzibaricus S.Moore